# Де Фабиани, Франческо
Франческо Де Фабиани (итал. Francesco De Fabiani; род. 21 апреля 1993, Аоста) — итальянский лыжник, двукратный призёр чемпионатов мира в командном спринте, участник Олимпийских игр 2014, 2018 и 2022 годов. В командном спринте основных успехов добился вместе с Федерико Пеллегрино.
В Кубке мира Де Фабиани дебютировал 28 декабря 2013 года, в гонке в рамках Тур де Ски, но пройдя 5 этапов Тура он не вышел на старт 6-го и тем самым сошёл с соревнований, на других этапах Кубка мира участия не принимал. Преимущественно выступает в Альпийском кубке, где имеет на своём счету 1 попадание в тройку лучших. 8 марта 2015 года одержал свою первую победу на этапах Кубка мира в гонки на 15 км в финском Лахти.
На Олимпийских играх 2014 года в Сочи занял 22-е место в скиатлоне, 30-е место в гонке на 15 км классическим стилем и 25-е место в масс-старте на 50 км.
Лучшим достижением на юношеских и молодёжных чемпионатах мира является 8-е место в скиатлоне на молодёжном чемпионате мира 2014 года.

## Результаты на крупнейших соревнованиях

### Зимние Олимпийские игры
| Олимпийские игры | Спринт | Командный спринт | 15 км раздельный старт | 15+15 км | 50 км масс-старт | Эстафета |
| ---------------- | ------ | ---------------- | ---------------------- | -------- | ---------------- | -------- |
| 2014 Сочи        | —      | —                | 30                     | 21       | 25               | —        |
| 2018 Пхёнчхан    | —      | —                | —                      | 20       | 22               | 7        |

### Чемпионаты мира по лыжным видам спорта
| Чемпионат мира | Спринт | Командный спринт | 15 км раздельный старт | 15+15 км | 50 км масс-старт | Эстафета |
| -------------- | ------ | ---------------- | ---------------------- | -------- | ---------------- | -------- |
| 2015 Фалун     | —      | —                | —                      | 40       | 32               | 6        |
| 2017 Лахти     | —      | 40               | —                      | —        | —                | 8        |
| 2019 Зефельд   | 8      | 3                | 20                     | —        | 14               | 10       |